# Sankar Chatterjee
Pour les articles homonymes, voir Chatterjee.
Sankar Chatterjee, né le 28 mai 1943 à Calcutta, est un paléontologue américain, professeur de sciences de la Terre à l'université Texas Tech et conservateur du département de paléontologie au Muséum de l'université Texas Tech (en). Il s'est spécialisé sur les périodes du Trias au Crétacé pour les espèces de ptérosaures et d'Archosauromorpha qui sont des espèces liées aux ancêtres des oiseaux (comme les Archosauria, Dinosauria, Archaeopterygidae) et aux ancêtres des crocodiliens.

## Biographie
Docteur de l'Université de Calcutta (1970) puis étudiant post-doctoral de la Smithsonian Institution (1977-1978), Chatterjee s'est consacré aux origines, à l'évolution, à la systématique et à l'anatomie fonctionnelle des vertébrés du Mésozoïque, depuis les archosaures et les dinosaures, jusqu'aux ptérosaures et oiseaux basals. Il a recherché les traces de reptiles du Trias supérieur en Inde, tels les phytosaures, rhynchosaures, et les prolacertiformes. Il a accédé à la notoriété par les fossiles de vertébrés dégagés dans les années 1980 d'une ancienne carrière traversant des strates du Trias supérieur, la formation du canyon Cooper (rattachée au groupe Dockum) dans l'Ouest du Texas. Parmi ses principaux fossiles, il y a lieu de mentionner le grand rauisuchien Postosuchus, nommé en référence à localité voisine des fouilles, Post ; néanmoins, le rattachement proposé par Chatterjee de certains specimens aux reptiles proto-aviaires (Protoavis) a fait l'objet de controverses : ce rattachement avancerait l'origine des oiseaux d'environ 75 millions d'années.
En 2008, Chatterjee et Rick Lind ont conçu un drone de 80 cm, doté d'un aileron dont la forme s'inspire de la huppe du Tupandactylus, qu'ils ont baptisé « Ptérodrone. » Cet aileron long et effilé était à la fois un organe sensoriel de l'animal, et un aileron participant au vol.
Chatterjee a également avancé que le cratère Shiva était l'impact de la météorite responsable de l'extinction du Crétacé,.